# موريتز كلين-بروكهوف
موريتز كلين-بروكهوف (بالألمانية: Moritz Kleine-Brockhoff)‏ (و. 1968  م) هو لاعب كرة سلة، ومؤلف، وكاتب ألماني، ولد في إسن، شارك في بطولة أمم أوروبا لكرة السلة 1993، مركز لعبه هو لاعب هجوم صغير الجسم.

## روابط خارجية
- موريتز كلين-بروكهوف على موقع الاتحاد الدولي لكرة السلة (الإنجليزية)
- موريتز كلين-بروكهوف على موقع كرة السلة الأوروبية.كوم (الإنجليزية)
- موريتز كلين-بروكهوف على موقع كلية كرة السلة في سبورتس رفرنس.كوم (الإنجليزية)
- موريتز كلين-بروكهوف على موقع بروبوليرز (الإنجليزية)